# Новосибирский государственный архитектурно-строительный университет
Новосиби́рский госуда́рственный архитекту́рно-строи́тельный университе́т (Сибстрин) — федеральное государственное бюджетное образовательное учреждение высшего образования. Организован в 1930 году (Томск).

## История
В соответствии с приказом ВСНХ СССР № 1381 от 18 мая 1930 года и постановлением ЦК и Совнаркома СССР № 40/237 от 23 июня 1930 года, основан Сибирский строительный институт (СибСтрИн). Вуз создан на базе инженерно-строительного факультета Сибирского технологического института (Томск). Институт готовил архитекторов, инженеров по промышленному и гражданскому строительству, водоснабжению и канализации. Сибстрин состоял из семи кафедр: высшей математики, архитектуры, строительной механики, инженерных конструкций, строительного производства, строительных материалов, водоснабжения и канализации, имел 15 сотрудников и 227 студентов.
В 1933 году институт переехал из Томска в Новосибирск и был первым строительным вузом города, от Урала до Дальнего Востока, научно-образовательным центром, ведущим подготовку кадров для строительного сектора страны. В вузе действовало 13 кафедр. Завершено строительство первой очереди учебного корпуса и профессорского корпусов.
В 1935 году институт переименован в Новосибирский инженерно-строительный институт (НИСИ) им. В. В. Куйбышева.
В 1939 году на базе инженерно-геодезического факультета НИСИ организован Новосибирский институт инженеров геодезии, аэрофотосъемки и картографии (сейчас — Сибирская государственная геодезическая академия). Основана аспирантура.
В 1940—1944 годах из НИСИ в армию было призвано 400 человек: 245 студентов, 36 преподавателей, 3 аспиранта, 116 других сотрудников и рабочих. Работа института была нацелена на развитие строительной отрасли в условиях военного времени. Создан строительно-технологический факультет.
В 1955—1956 годах организованы факультеты вечернего и заочного обучения (объединены в 1991).
В 1975 году, в день 30-летия Победы в Великой Отечественной войне, 9 мая открыт памятник, на который занесены имена 39 сибстриновцев, погибших в годы ВОВ. Открыт музей боевой и трудовой славы НИСИ.
В 1987—1989 годах на базе архитектурного факультета НИСИ был основан Новосибирский архитектурный институт (ныне Новосибирская государственная архитектурно-художественная академия). В НИСИ начала работу кафедра архитектуры и градостроительства.
В 1993 году приказом комитета по высшей школе Миннауки России от 21 июня Новосибирский инженерно-строительный институт переименован в Новосибирскую государственную академию строительства (НГАС).
В 1998 году приказом Министерства общего и профессионального образования РФ от 22 января НГАС переименована в Новосибирский государственный архитектурно-строительный университет (НГАСУ).
В 2002 году университет аккредитован Международным институтом строителей (ICE, Лондон) по направлению «строительство».
В 2012 году образован архитектурно-градостроительный факультет. Строительно-технологический факультет переименован в факультет инженерных и информационных технологий (ФИИТ). В результате объединения факультета гуманитарного образования и факультета экономики и менеджмента появился факультет экономики, менеджмента и гуманитарного образования (ФЭМГО).
В 2014 году принята «Программа стратегического развития университета», предусматривающая создание Сибирского центра науки и образования в области архитектуры, строительства и жилищно-коммунального хозяйства, который призван объединить производственные предприятия, вузы, ученых не только из России, но и из-за рубежа.
15 октября 2015 года в составе НГАСУ (Сибстрин) создана международная кафедра ЮНЕСКО «Экологически безопасные технологии природообустройства и водопользования».

## Структура
В состав НГАСУ (Сибстрин) входят 6 институтов, 2 факультета и 25 кафедр, аспирантура и докторантура, научно-технические и исследовательские центры и лаборатории.
В университете обучается около 6000 студентов. Численность профессорско-преподавательского состава составляет около 460 человек. Более половины из них имеют ученые степени профессоров и докторов наук, доцентов и кандидатов наук.
В НГАСУ (Сибстрин) имеются докторантура и аспирантура по 13 научным специальностям. В университете функционирует 1 диссертационный совет.
Университет аккредитован Международным институтом строителей (ICE, Лондон) по направлению «Строительство». Имеет сертификат Международного образовательного сообщества (IES, Лондон) по направлению «Менеджмент».
НГАСУ (Сибстрин) представляет собой компактно расположенный в центре Новосибирска развитый университетский комплекс общей площадью 17га.
Кампус включает: 4 корпуса, обеспечивающих проведение всех видов учебных занятий; 4 студенческих общежитий; 1 учебно-спортивный корпус, получивший сертификат позволяющий проводить соревнования международного уровня, площадью 6,3 тыс. м²; стадион; лыжная база; тир; санаторий-профилакторий; здравпункт; база отдыха «Сосновка». Работают секции по 17 видам спорта.

## Учебные подразделения
- Институт строительства
- Институт архитектуры и градостроительства
- Институт цифровых и инженерных технологий
- Институт международной деятельности
- Институт дополнительного образования
- Институт безотрывных форм обучения
- Факультет инженерно-экологический

## Научно-техническое направление
- Проектный институт «Сибстринпроект»
- Инновационно — технологический центр «Сибстрин-инновация»
- Управление научно-исследовательских работ
- Отдел научной информации
- Отдел аспирантуры
- Научно — исследовательская лаборатория «Реконструкция зданий и сооружений» (НИЛ РЗИС)
- Центр инженерных изысканий, обследований зданий и сооружений (Центр ИИОЗИС)
- Управление научных исследований, экспертизы, планирования и внедрения (Управление НИЭПВ)
- Научно — исследовательский венчурный центр «Геотехника» (НИВЦ «Геотехника»)

## Руководители
Директора Сибстрин
- 1930-? — Иван Никитич Артемьев
- 1931—1936 — Афанасий Прокопьевич Страхов[1]
- 1936—1937 — Анатолий Георгиевич Пристинский.
- 1937—1940 — Василий Фёдорович Артемьев.

Директора НИСИ
- 1940—1944 — Лука Олимпиевич Маслюков
- 1944—1949 — Григорий Борисович Пронченко
- 1949 —1979 — Даниил Азарович Кулешов.
- 1979 — Илья Ильич Кошин.

Ректоры НГАСУ
- 1988—1989 — Яненко Аркадий Петрович[2]
- 1989—2007 — Аркадий Петрович Яненко.
- 2007—2012 — Станислав Викторович Линовский[3].
- 2012 — по настоящее время Юрий Леонидович Сколубович член-корреспондент РААСН[4][5].

## Награды
- 1980 — Орден Трудового Красного Знамени — за заслуги в подготовке квалифицированных специалистов для народного хозяйства и успехи в развитии научных исследований.
- 2004 — Американский золотой сертификат международного престижа.
- 2004 — золотая медаль Ассоциации содействия промышленности (Франция) — за успехи в области подготовки специалистов и развития социальной сферы.
- 2005 — золотая медаль «Гран-при европейского качества» (Швейцария).